# Syburg
Syburg ist der Statistische Bezirk 55 und zugleich der südlichste Stadtteil der kreisfreien Großstadt Dortmund. Er liegt im Stadtbezirk Hörde. Auf dem Kamm des Ardeygebirges gelegen, grenzt er an die Städte Schwerte, Hagen und Herdecke. Auf einer Fläche von 670 ha leben etwa 1400 Menschen. Die höchste Stelle des Stadtteils ist der Klusenberg mit einer Höhe von 254,33 m.
Syburg und vor allem dessen östlicher Ortsteil Buchholz gelten als beliebte, ländliche und besonders teure Dortmunder Wohnlagen. Der Ort ist hauptsächlich von Einfamilienhäusern geprägt. Die Bebauung grenzt Großteils direkt an das Landschaftsschutzgebiet Syburg, Teile der Streubebauung gehören auch zum Landschaftsschutzgebiet.

## Geschichte
Keimzelle von Syburg war die im Jahr 774 erstmals in den Annales Laurissenses Minores erwähnte Burg Sigiburg castellum. Ein erster Adeliger wurde 1253 mit Wilhelmus de Syburg, ein erster Geistlicher 1279 mit Henricus plebanus de Siburg erwähnt. Die Deutung des Ortsnamens kann mit Burg des Sieges umschrieben werden.
Im Spätmittelalter und der Frühen Neuzeit gehörte Syburg zum Amt Schwerte und war Teil der Grafschaft Mark. Laut dem Schatzbuch der Grafschaft Mark von 1486 hatten die 11 Steuerpflichtigen in der Bauerschaft Syberch zwischen zwei oirt und vier Goldgulden an Abgabe zu leisten.
Im 19. Jahrhundert war Syburg eine selbständige Gemeinde im Amt Westhofen. Am 1. August 1929 wurde Syburg in die Stadt Dortmund eingemeindet und dem Verwaltungsbezirk Wellinghofen zugeschlagen. Seit dem 1. Januar 1975 gehört der um das ursprünglich zu Westhofen gehörende Buchholz vergrößerte Ortsteil zum Stadtbezirk Hörde.

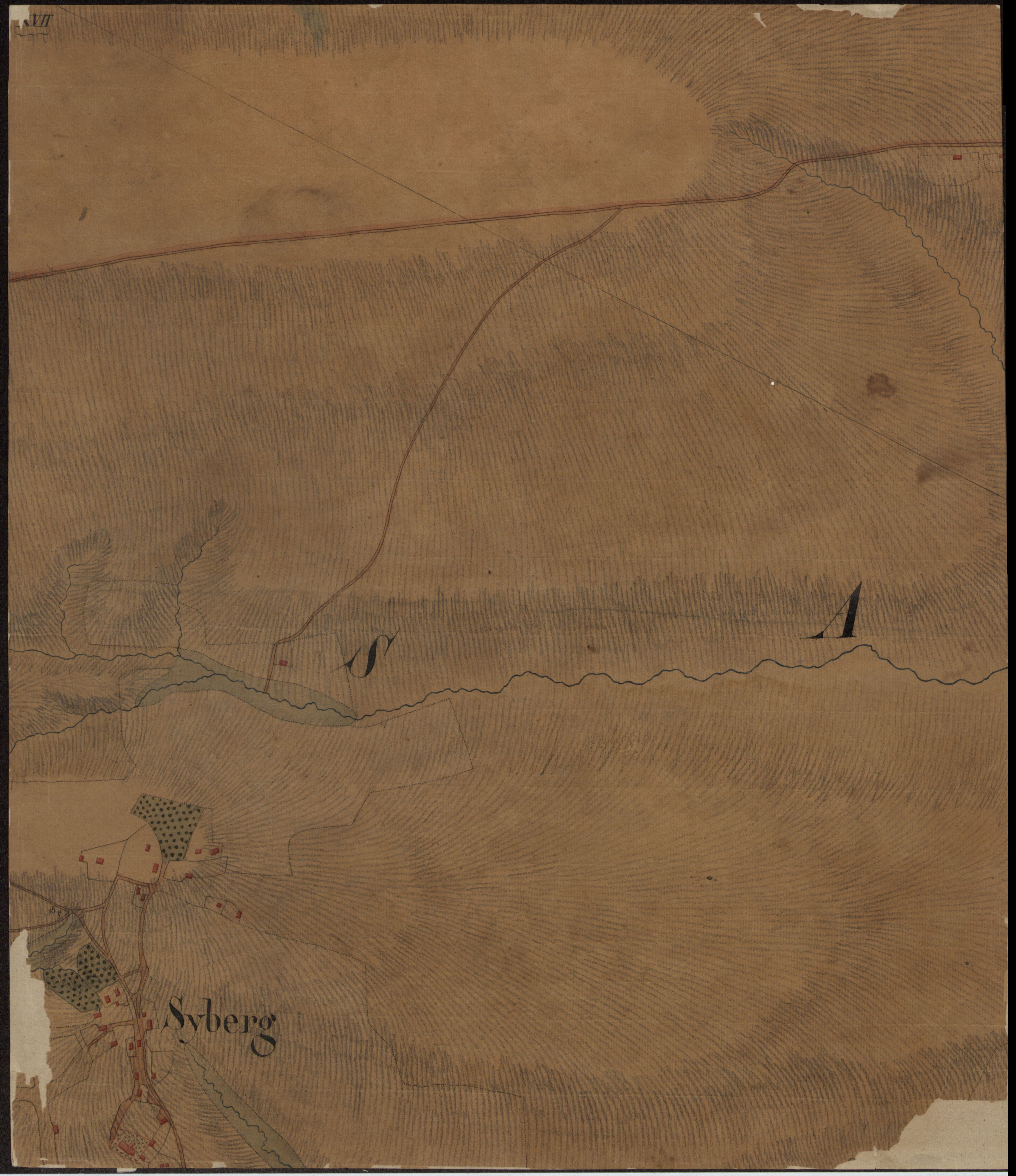
Karte von Syburg aus dem Jahr 1790
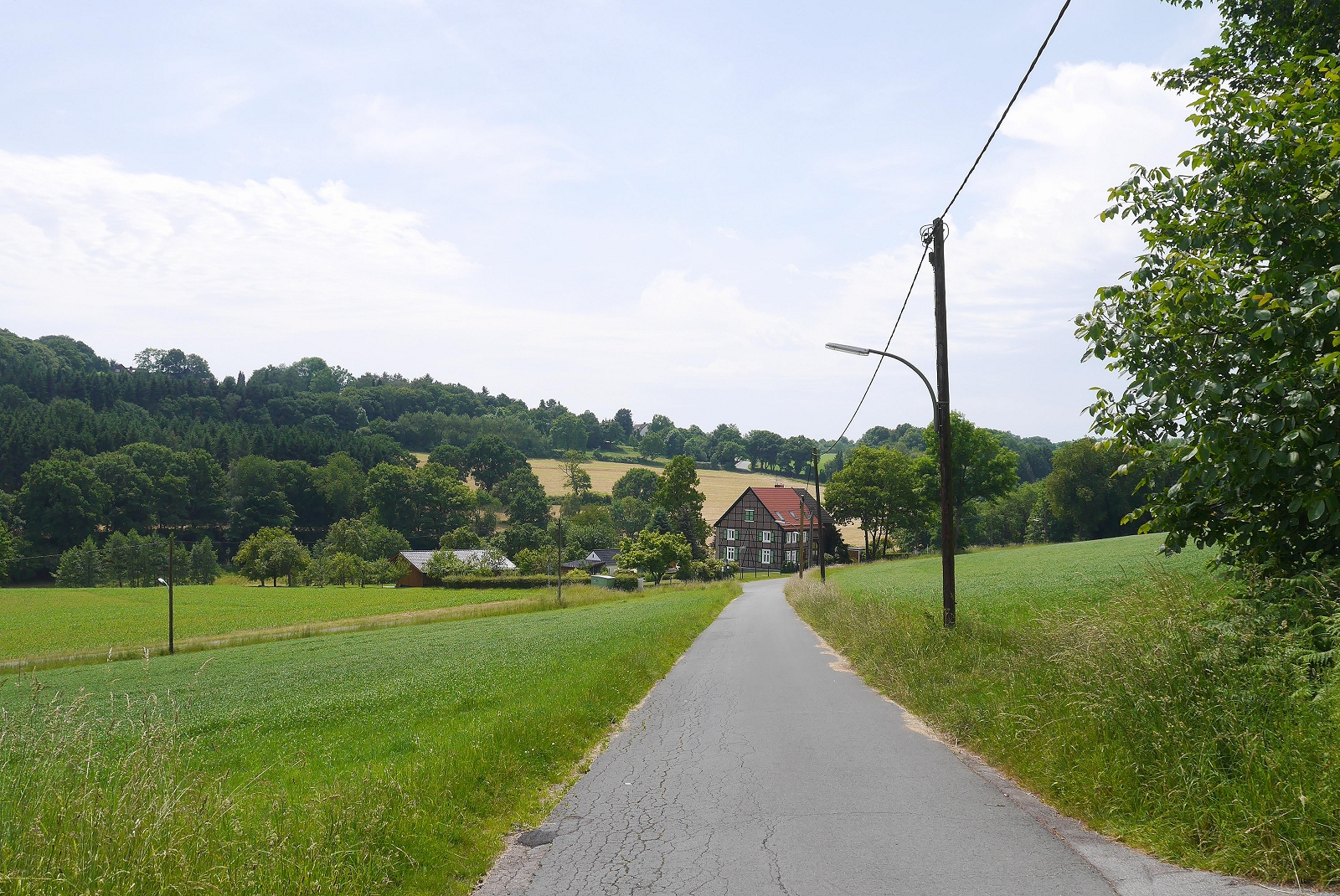
Wannebachtal in Dortmund-Syburg
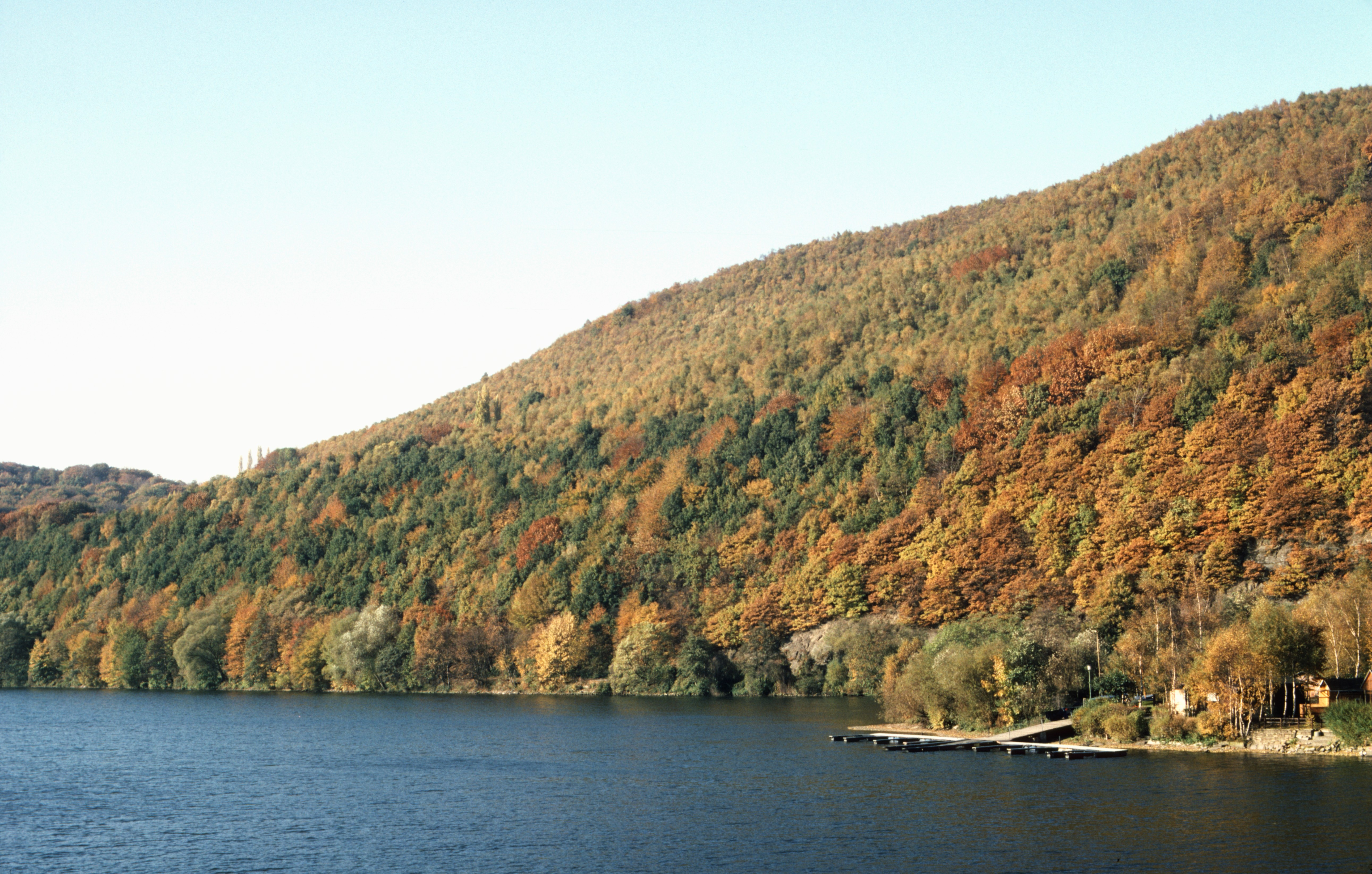
Ruhrhänge in Dortmund-Syburg

## Bevölkerung
Am 31. Dezember 2024 lebten in Syburg 1.390 Einwohner.
Struktur der Syburger Bevölkerung:
- Bevölkerungsanteil der unter 18-Jährigen: 16,7 % [Dortmunder Durchschnitt: 16,2 % (2018)][6]
- Bevölkerungsanteil der mindestens 65-Jährigen: 24,7 % [Dortmunder Durchschnitt: 20,2 % (2018)][7]
- Ausländeranteil: 6,1 % [Dortmunder Durchschnitt: 22,3 % (2024)][8]
- Arbeitslosenquote: 3,5 % [Dortmunder Durchschnitt: 11,0 % (2017)][9]

Das durchschnittliche Einkommen in Syburg liegt etwa 105 % über dem Dortmunder Durchschnitt. Somit ist Syburg nach Lücklemberg der zweitreichste Stadtteil Dortmunds.
Bevölkerungsentwicklung
| Jahr      | 1987 | 2003 | 2008 | 2010 | 2013 | 2016 | 2018 | 2020 | 2022 | 2023 | 2024 |
| --------- | ---- | ---- | ---- | ---- | ---- | ---- | ---- | ---- | ---- | ---- | ---- |
| Einwohner | 1583 | 1483 | 1511 | 1476 | 1459 | 1532 | 1518 | 1441 | 1431 | 1415 | 1390 |

Vereine und Begegnungsmöglichkeiten
In Syburg ist eine Freiwillige Feuerwehr, der Löschzug 14, stationiert. Dortmunds südlichster Löschzug fährt ca. 130 Einsätze pro Jahr und hat eine große Jugendfeuerwehr. Ab 2025 ist eine Kinderfeuerwehr geplant.

## Sehenswürdigkeiten
Von je her war Syburg ein Ausflugsziel der Dortmunder Bevölkerung. Anfang des 20. Jahrhunderts verband eine Straßenbahnstrecke der Hörder Kreisbahn Hörde über Schwerte und Westhofen mit Syburg. Eine Bergbahn führte von der Endhaltestelle der Straßenbahn beim Haus Weitkamp zum Scheitel der Hohensyburg.
In Syburg finden sich heute die folgenden Sehenswürdigkeiten:
- Burgruine Hohensyburg
- Kaiser-Wilhelm-Denkmal
- Vincketurm
- Spielbank Hohensyburg
- Kirche St. Peter zu Syburg
- Naturbühne Hohensyburg
- Syburger Bergbauweg mit dem Besucherbergwerk Graf Wittekind
- Burg Husen
- Haus Husen

Südlich der Hohensyburg an der Stadtgrenze zu Hagen liegt der Hengsteysee im Ruhrtal. Nördlich des Stadtteils in der Reichsmark findet sich ein Golfplatz sowie das Ausflugsziel Wannebachtal. In Syburg findet sich eine reichhaltige Auswahl gastronomischer Betriebe sowie der einzige Campingplatz auf Dortmunder Stadtgebiet.
In den 1990er- und 2000er-Jahren war das so genannte Geisterhaus Hohensyburg, um das sich zahlreiche Gerüchte, Legenden und Geistergeschichten rankten, ein Anziehungspunkt für „Grusel-Fans“, die illegal auf das alleinliegende Grundstück eindrangen und sich teils gewaltsam Zutritt zu dem leerstehenden Wohnhaus aus dem 19. Jahrhundert verschafften. Der insbesondere durch unzählige Beiträge in Internetforen etc. hervorgerufene „Gruseltourismus“ führte zu erheblichen Belästigungen der Anwohner und bescherte der örtlichen Polizei hunderte von Einsätzen. 2009 wurde das baufällig gewordene Gebäude auf Druck der Stadt Dortmund abgebrochen.

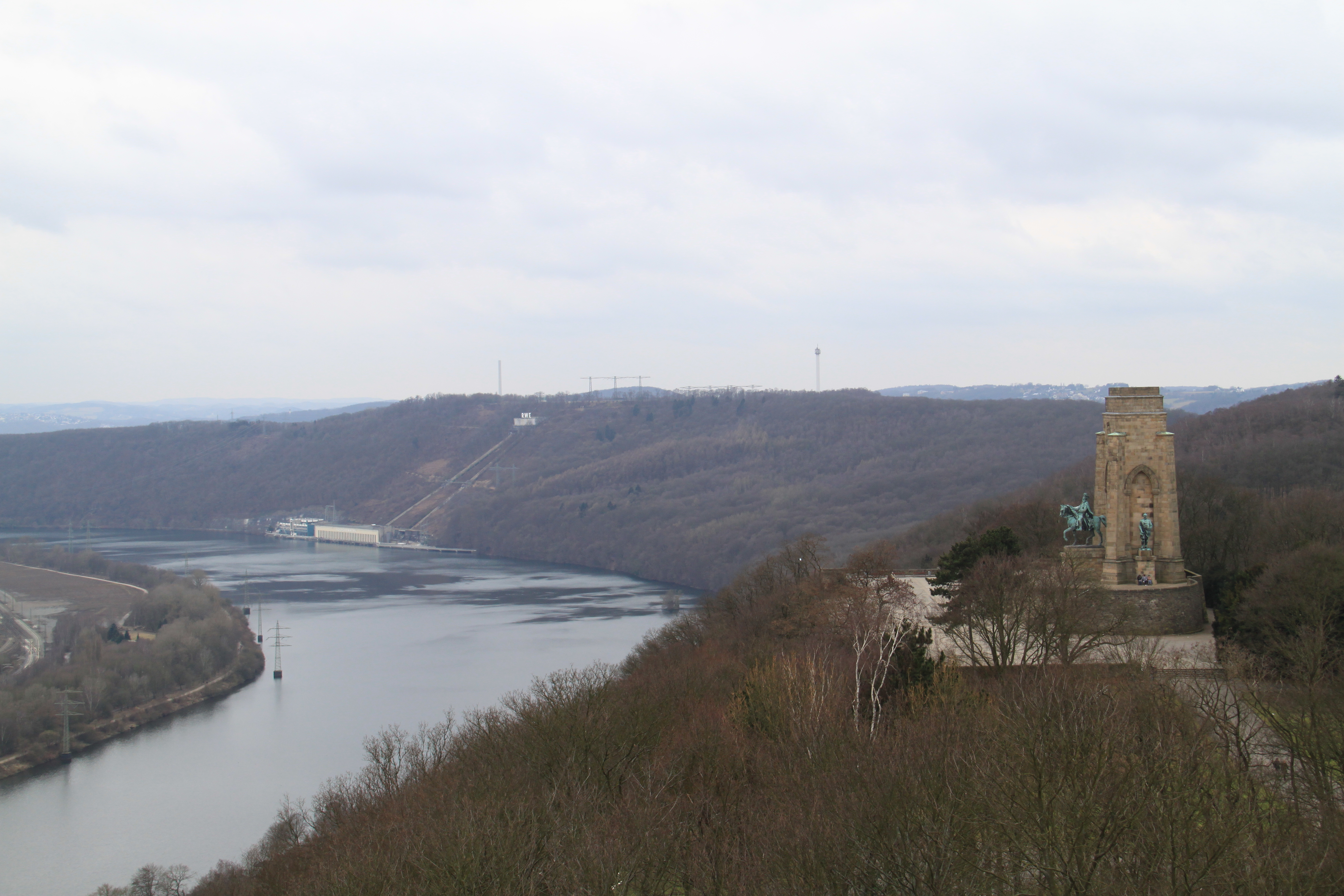
Kaiser-Wilhelm-Denkmal auf der Hohensyburg, oberhalb der Ruhr
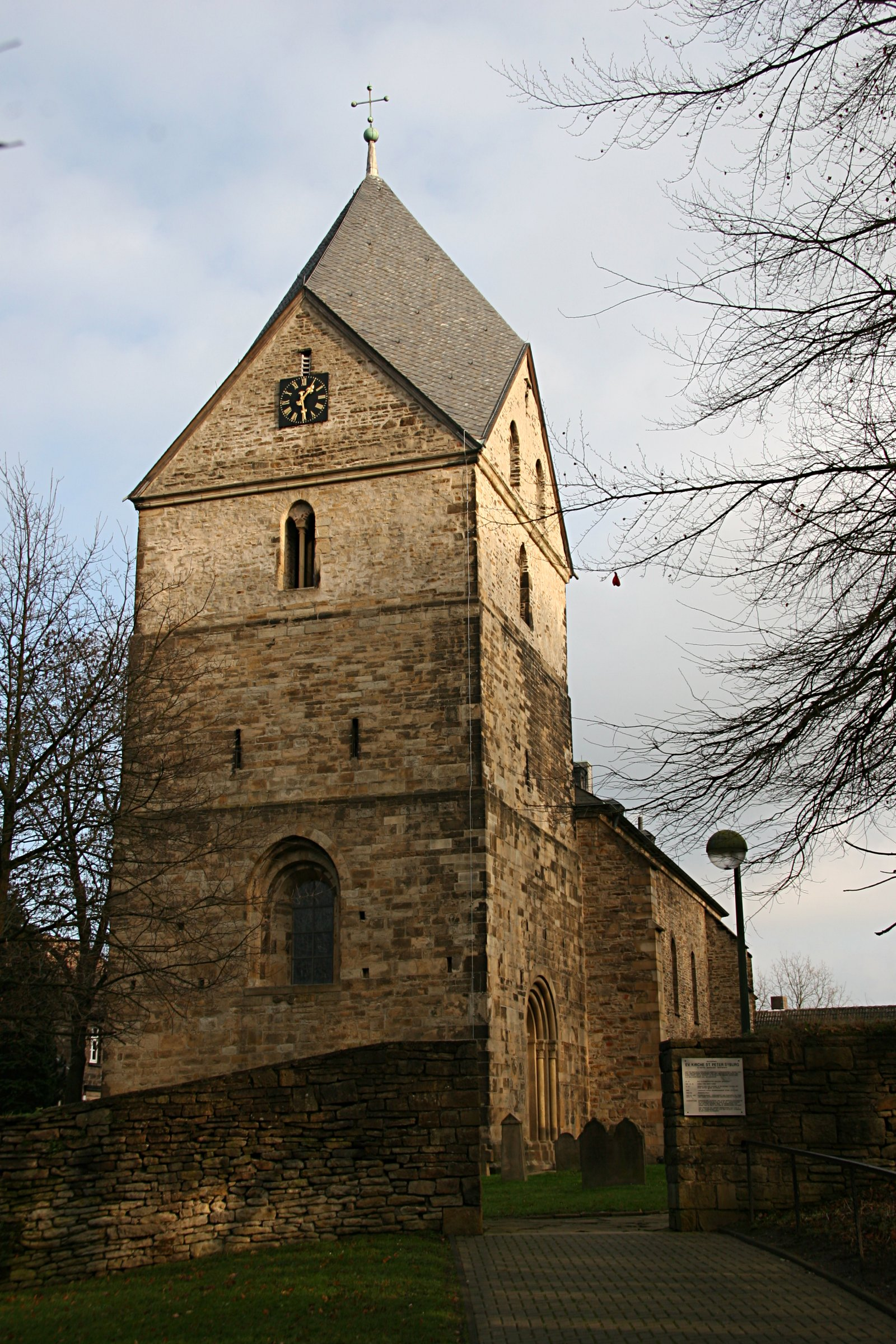
St. Peter zu Syburg
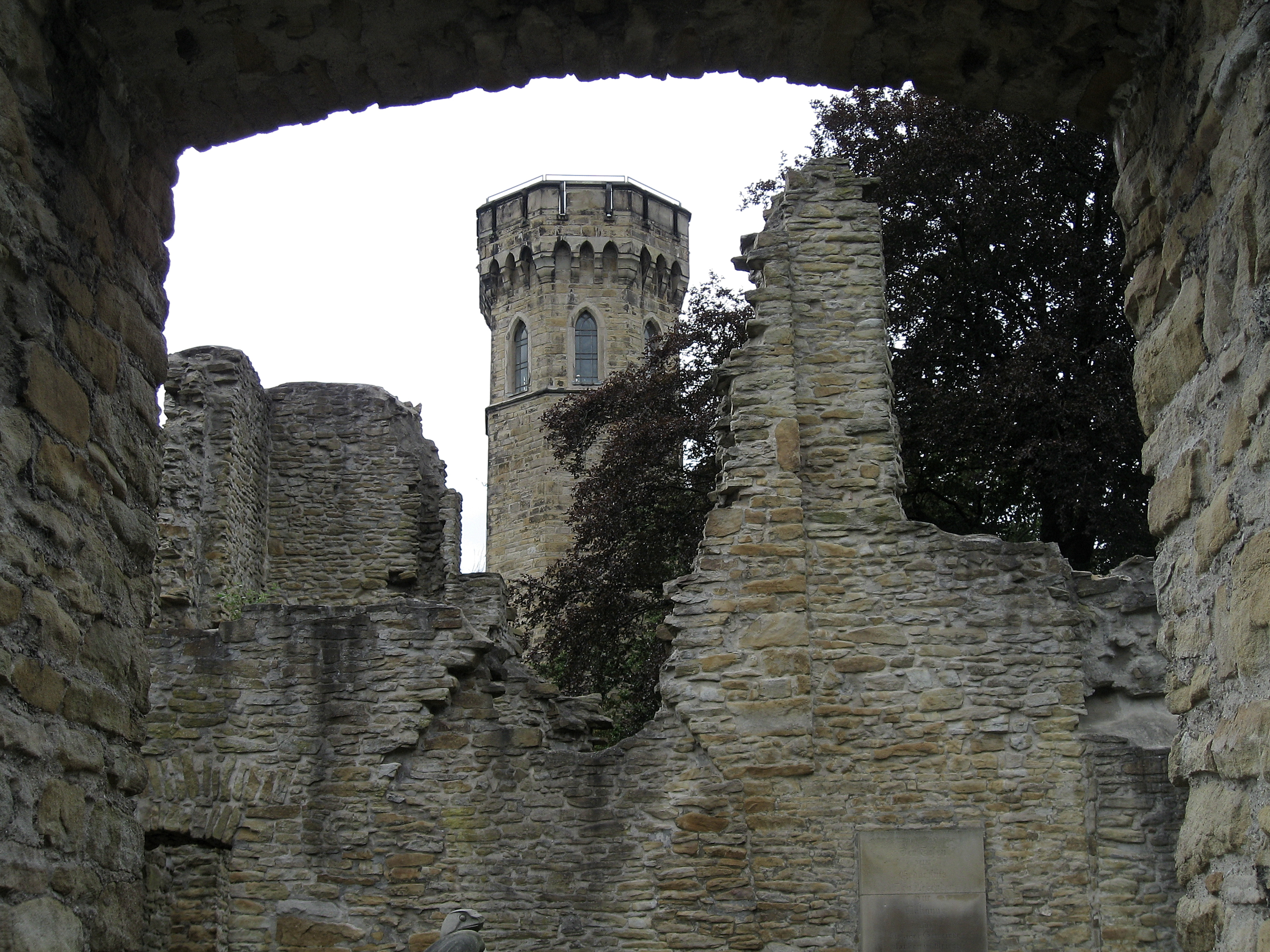
Hohensyburg mit Vincketurm

## Naturschutzgebiet Ruhrsteilhänge Hohensyburg

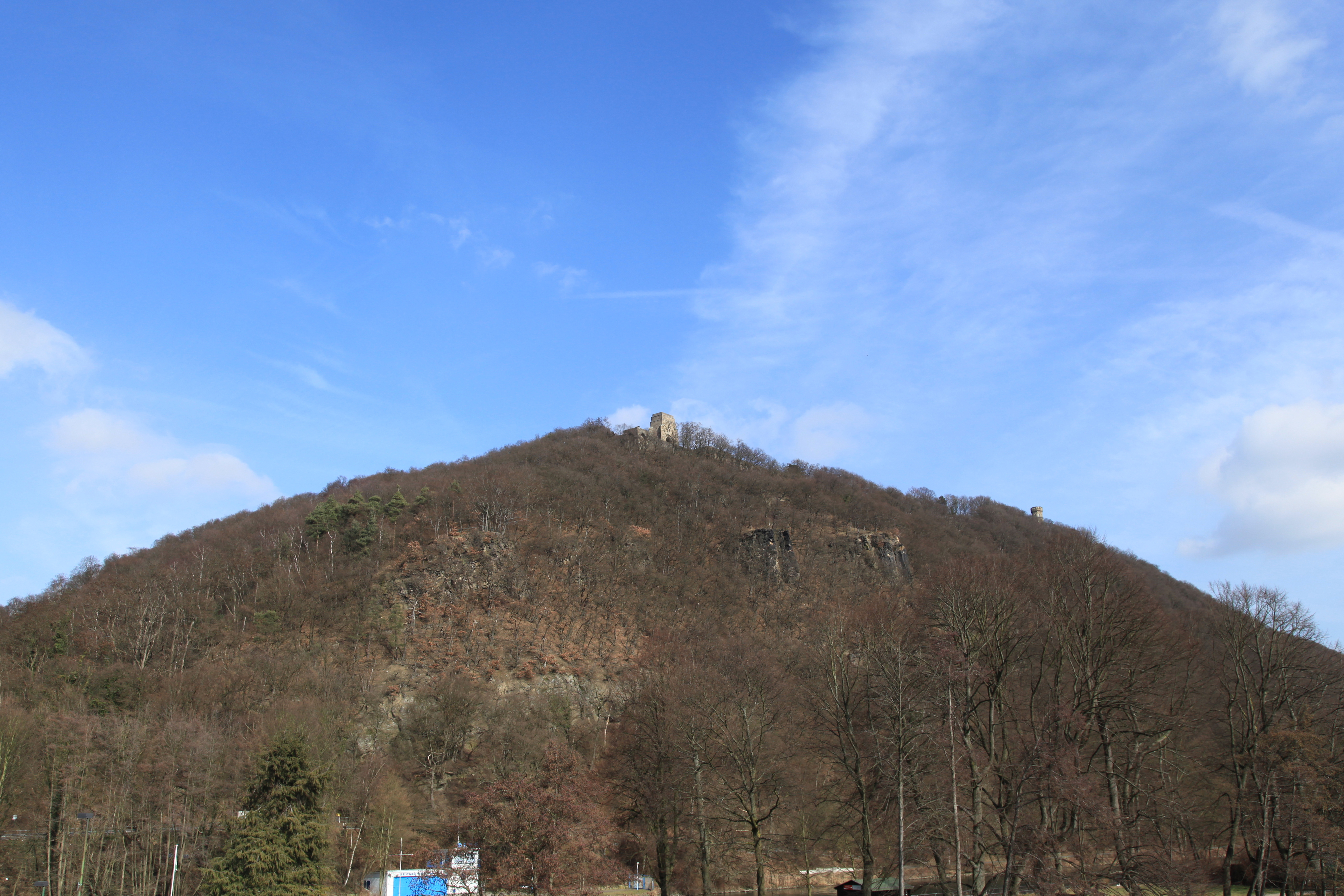
Teilbereiche vom Naturschutzgebiet Ruhrsteilhänge Hohensyburg

1990 wurde durch den Landschaftsplan Dortmund-Süd das 42,83 Hektar große Naturschutzgebiet Ruhrsteilhänge Hohensyburg ausgewiesen. Das Naturschutzgebiet (NSG) besteht aus drei Teilflächen und geht bis zur Stadtgrenze von Dortmund. Im NSG treten Gesteine in Form ausgedehnter Felsbänder, Abbruchkanten und einzelner Felsen zutage. Die höchsten Felsen erreichen eine Höhe von maximal zehn Meter. An wenigen Stellen ragen Einzelfelsen aus dem Kronenraum der angrenzenden niedrigen und krüppelwüchsigen Laubmischwälder heraus. Im NSG gibt es alte, aufgelassene und wieder bewaldete Steinbrüche. Wegen des Vorkommens der Mauereidechse und  des Schwarzstieligen Streifenfarns hat das NSG herpetofaunistische und floristisch-vegetationskundliche Bedeutung.